# رقص شادی (فیلم)
رقص شادی (به تامیلی: Ananda Thandavam) فیلمی هندی محصول سال ۲۰۰۹ و به کارگردانی گاندی کریشنا است. در این فیلم بازیگرانی همچون سیدهارت ونوگوپال، تمنا باتیا، راکمینی ویجیاکومار و ریشی ایفای نقش کرده‌اند.